# Gare de Brondesbury
La gare de Brondesbury (en anglais : Brondesbury railway station), est une gare ferroviaire de la North London Line (en), en zone 2 Travelcard. Elle  est située sur la Kilburn High Road à Kilburn, dans le borough londonien de Brent, sur le territoire du Grand Londres.
C'est une gare Network Rail desservie par des trains London Overground.

## Situation ferroviaire
La gare de Brondesbury est établie sur la North London Line (en) entre les gares de Brondesbury Park, en direction de Richmond, et West Hampstead, en direction de Stratford. Elle dispose de deux quais latéraux, numérotés 1 et 2, qui encadrent les deux voies de la ligne.

Plans de la ligne et des transports à Londres
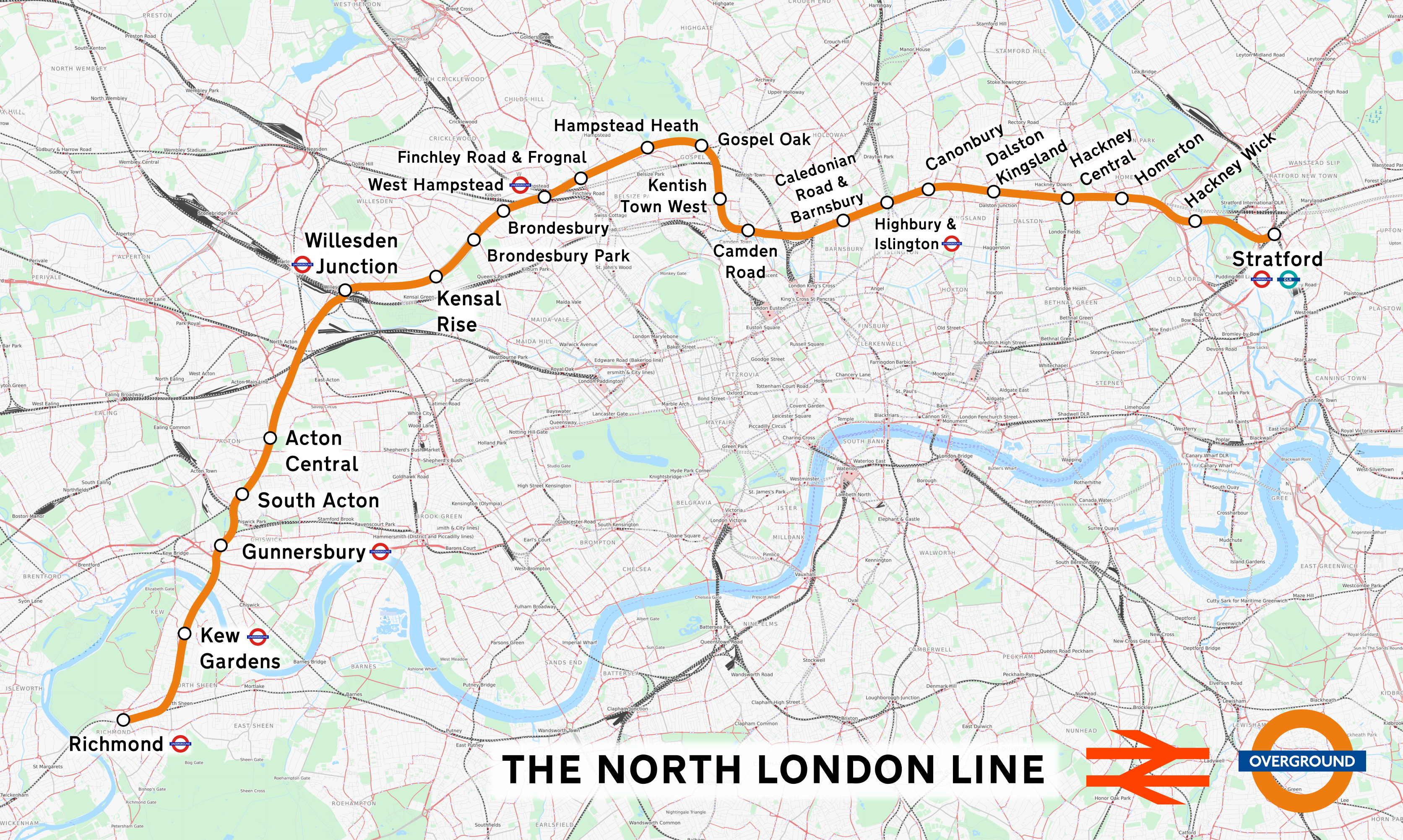
North London line.
2014

## Histoire
La gare, alors dénommée « Edgeware Road (Kilburn) », est mise en service le 2 janvier 1860 lors de l'ouverture à l'exploitation de la ligne Hampstead Junction Railway (en) par le North London Railway (en). La gare est ensuite plusieurs fois renommée : Edgware Road, le 1er novembre 1865 ; Edgware Road and Brondesbury, le 1er janvier 1872 ; Brondesbury (Edgware Road), le 1er janvier 1873 ; et elle prend son nom actuel Brondesbury, le 1er mai 1883.

## Service des voyageurs

### Accueil
La gare dispose d'un accès principal situé sur la Kilburn High Road.

### Desserte
Brondesbury est desservie par des trains London Overground circulant sur les relations Richmond, ou Clapham Junction, et Stratford.

Installations
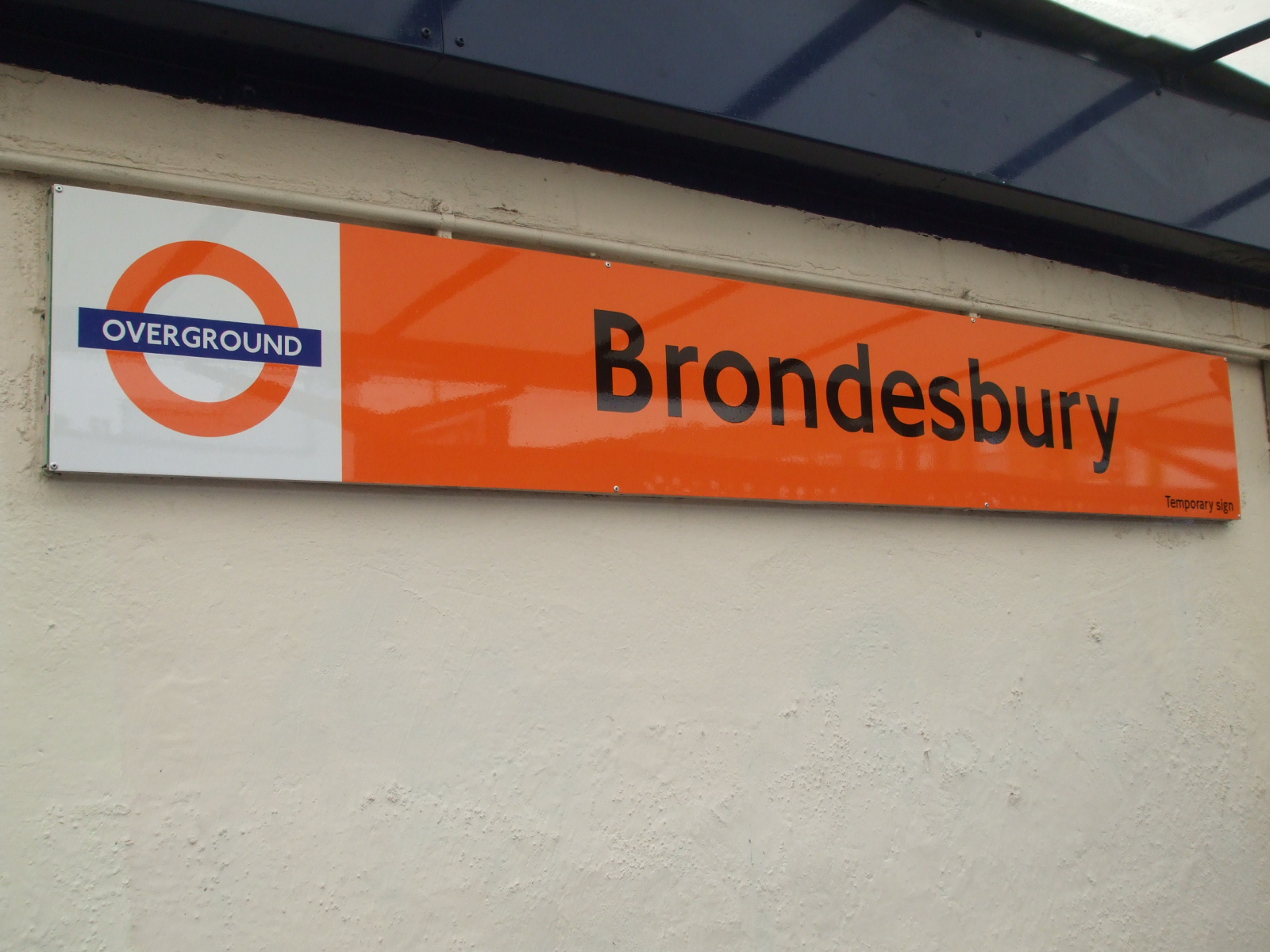
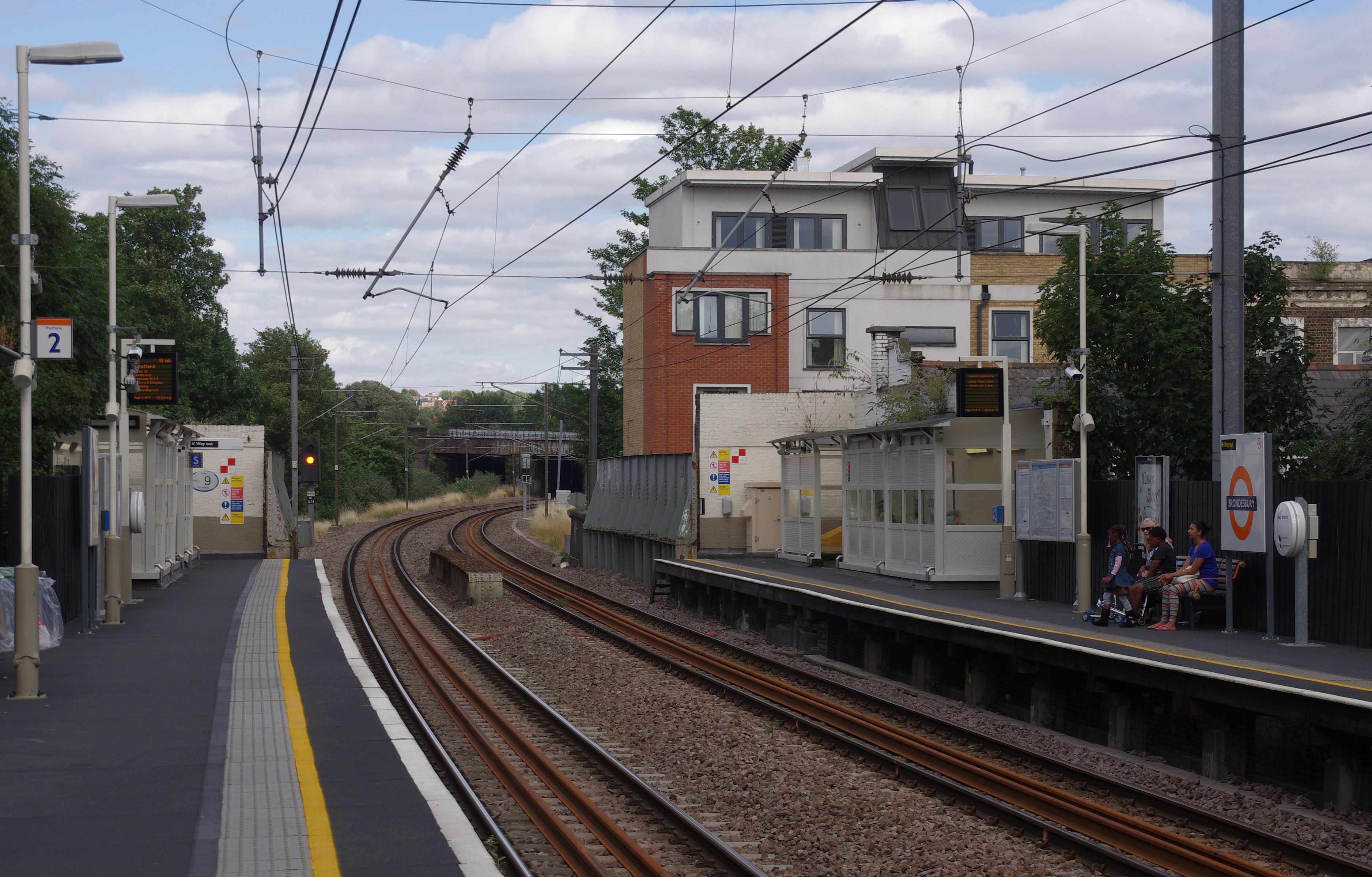
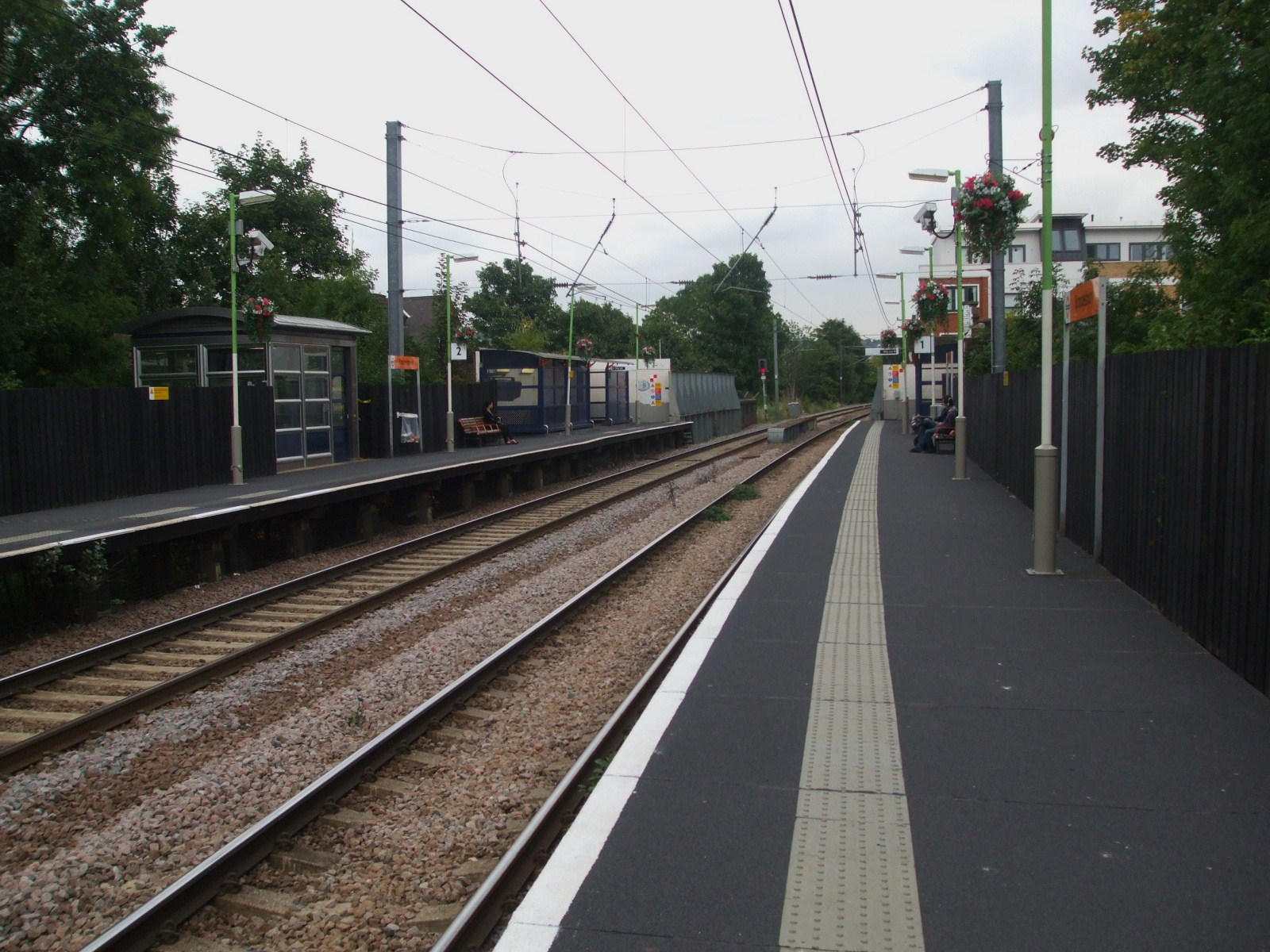

### Intermodalité
La gare est desservie par des lignes des autobus de Londres : 16, 32, 189, 316, 332, 632 et N16.
Elle est également en correspondance avec le métro de Londres par la station Kilburn, située à environ 200 mètres à pied.